# Umbellularia californica
Umbellularia californica – gatunek drzew i krzewów z rodziny wawrzynowatych (Lauraceae). Należy do monotypowego rodzaju Umbellularia. Występuje wzdłuż zachodnich wybrzeży Ameryki Północnej od południowego Oregonu po Kalifornię Dolną. Rośnie w różnych siedliskach, zwykle w dolinach i wąwozach sięgając do rzędnej 1500 m n.p.m. Kwitnienie trwa od jesieni do wiosny.
Dostarcza cenionego drewna określanego mianem „myrtlewood” i „pepperwood”, wykorzystywanego nawet w jubilerstwie. Wyrabiano z niego także monety używane w Oregonie. Gatunek wykorzystywany jest także jako leczniczy, m.in. jako środek dezynfekujący. Wąchanie skruszonych liści wywoływać ma kichanie oraz ból głowy. Ból głowy powodować ma nawet dłuższe przebywanie pod drzewem tego gatunku.

## Morfologia
PokrójKrzewy lub drzewa osiągające do 45 m wysokości. Kora na pniu jest cienka, brązowa. Pędy są gładkie, walcowate, czasem, zwłaszcza młode drobno, przylegająco owłosione.
LiścieZimozielone, skórzaste, skrętoległe, aromatyczne, przy czym zapach określany jest raczej jako nieprzyjemny. Blaszka żółtozielona, przeświecająco gruczołkowana, wąsko eliptyczna, z obu końców zaostrzona, osiąga do 10 cm długości i 3 cm szerokości, jest pierzasto użyłkowana.
KwiatyDrobne (osiągają do 16 mm średnicy), obupłciowe, zebrane po 5–10 w baldaszki. Kwiatostany przed rozwinięciem są osłonięte przysadkami. Szypułki w obrębie kwiatostanu są omszone. Okwiat składa się z 6 listków, ma barwę żółtawą. Pręciki są krótkie i jest ich zwykle 9. Zalążnia jest górna, jajowata.
OwoceZielone do ciemnofioletowych po wyschnięciu, kulistawo-jajowate, podobne do jagód, o średnicy do 2 cm, z kubeczkowato rozszerzonym w czasie owocowania dnem kwiatowym u nasady.

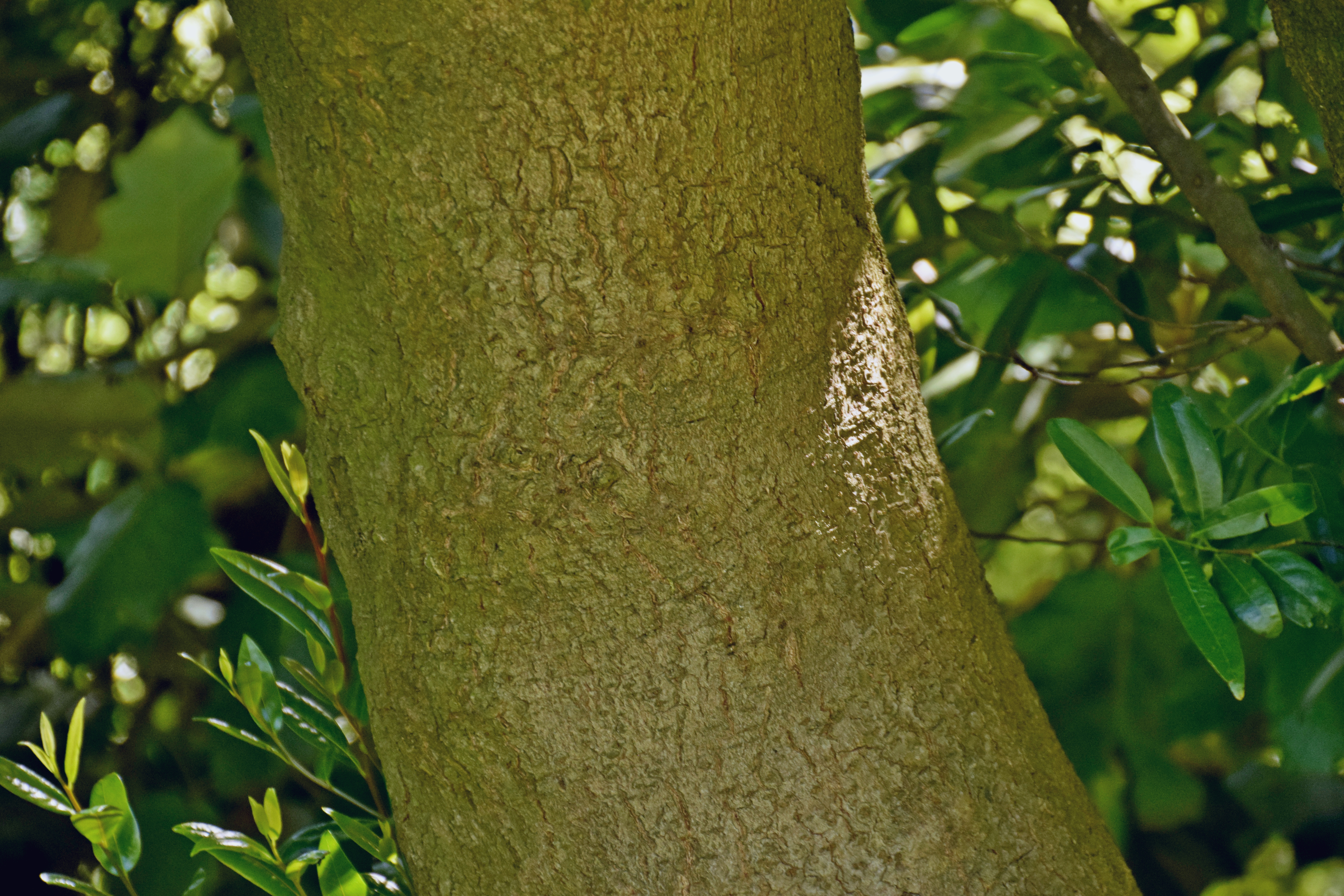
Pień
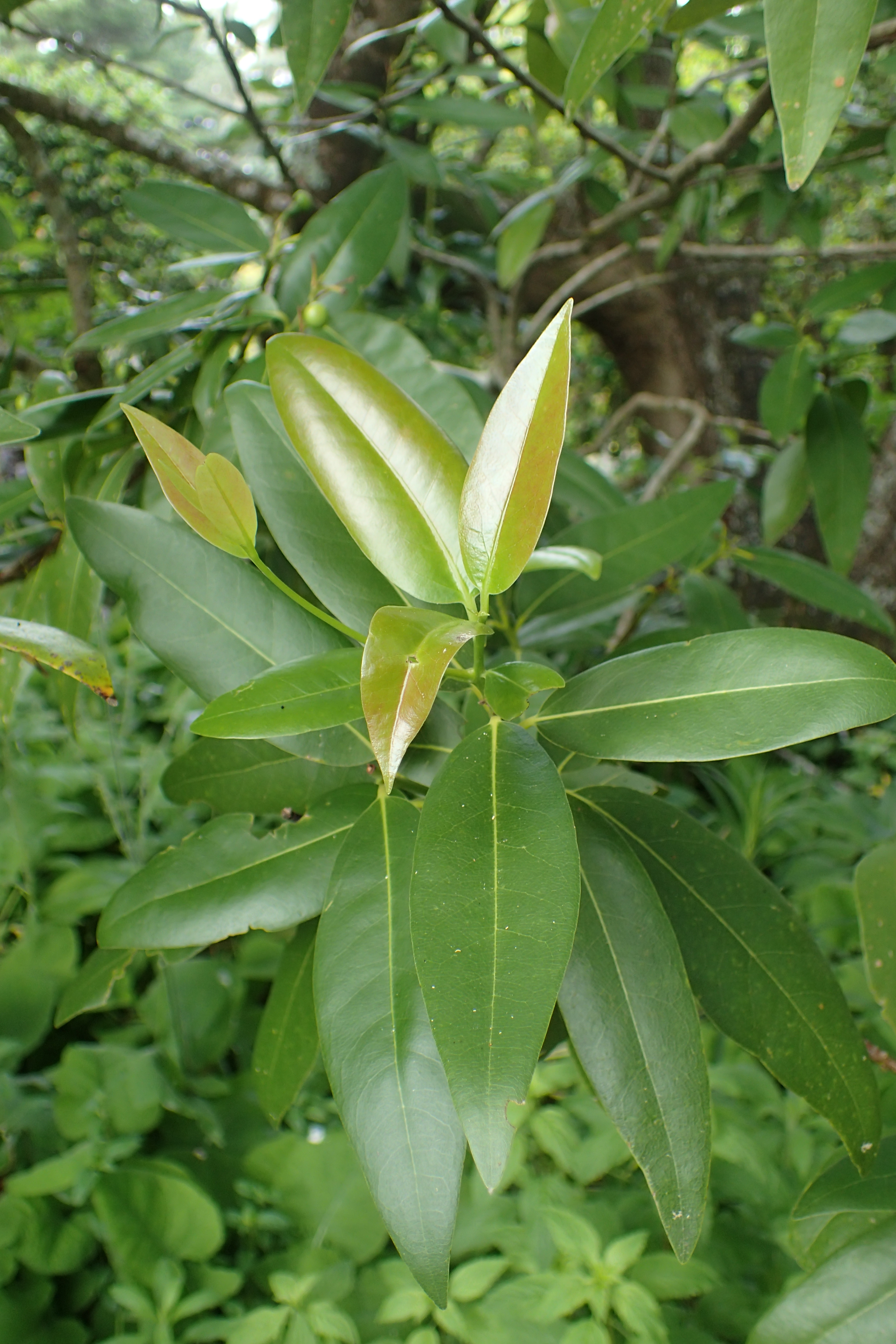
Liście
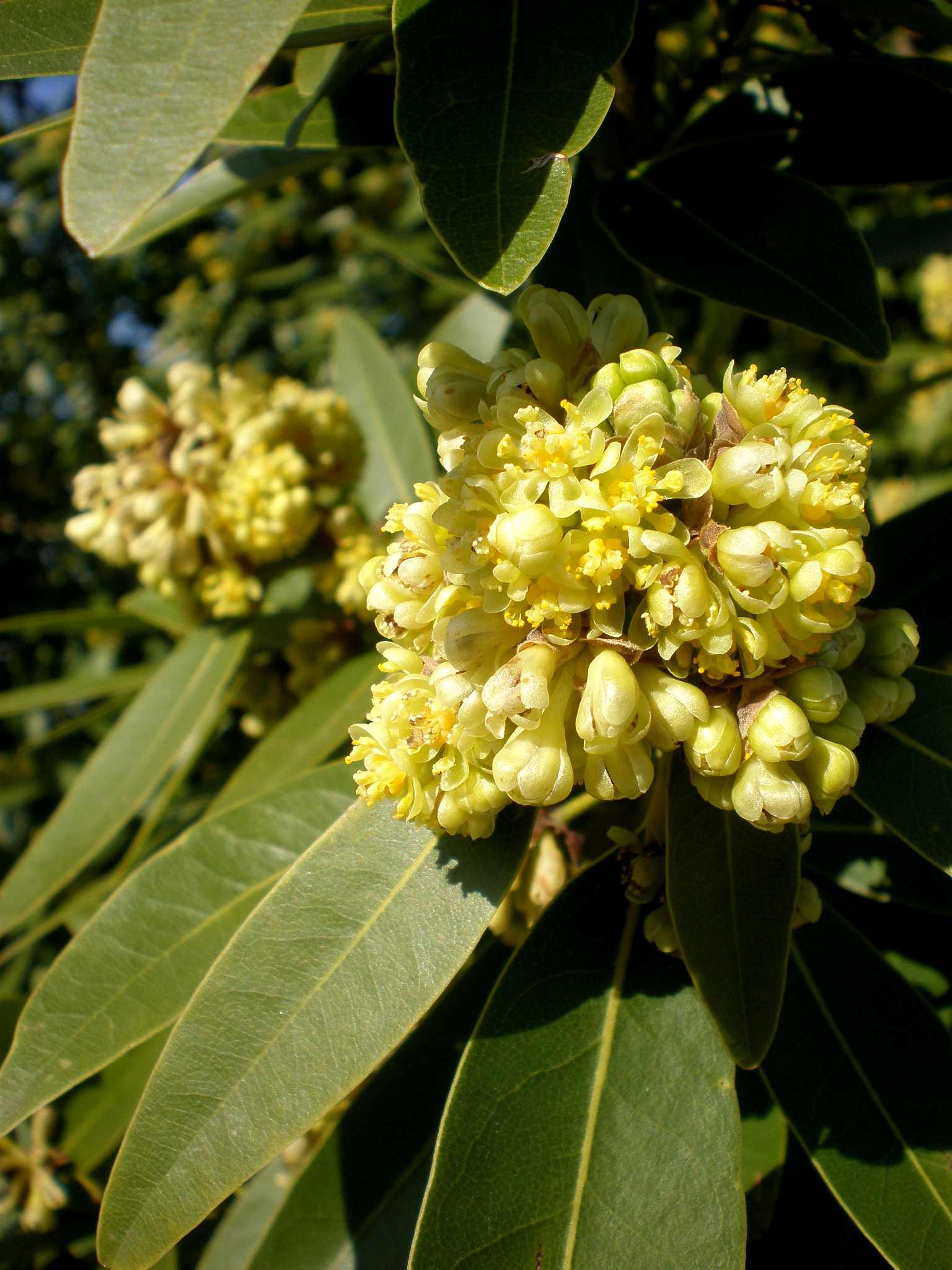
Kwiaty
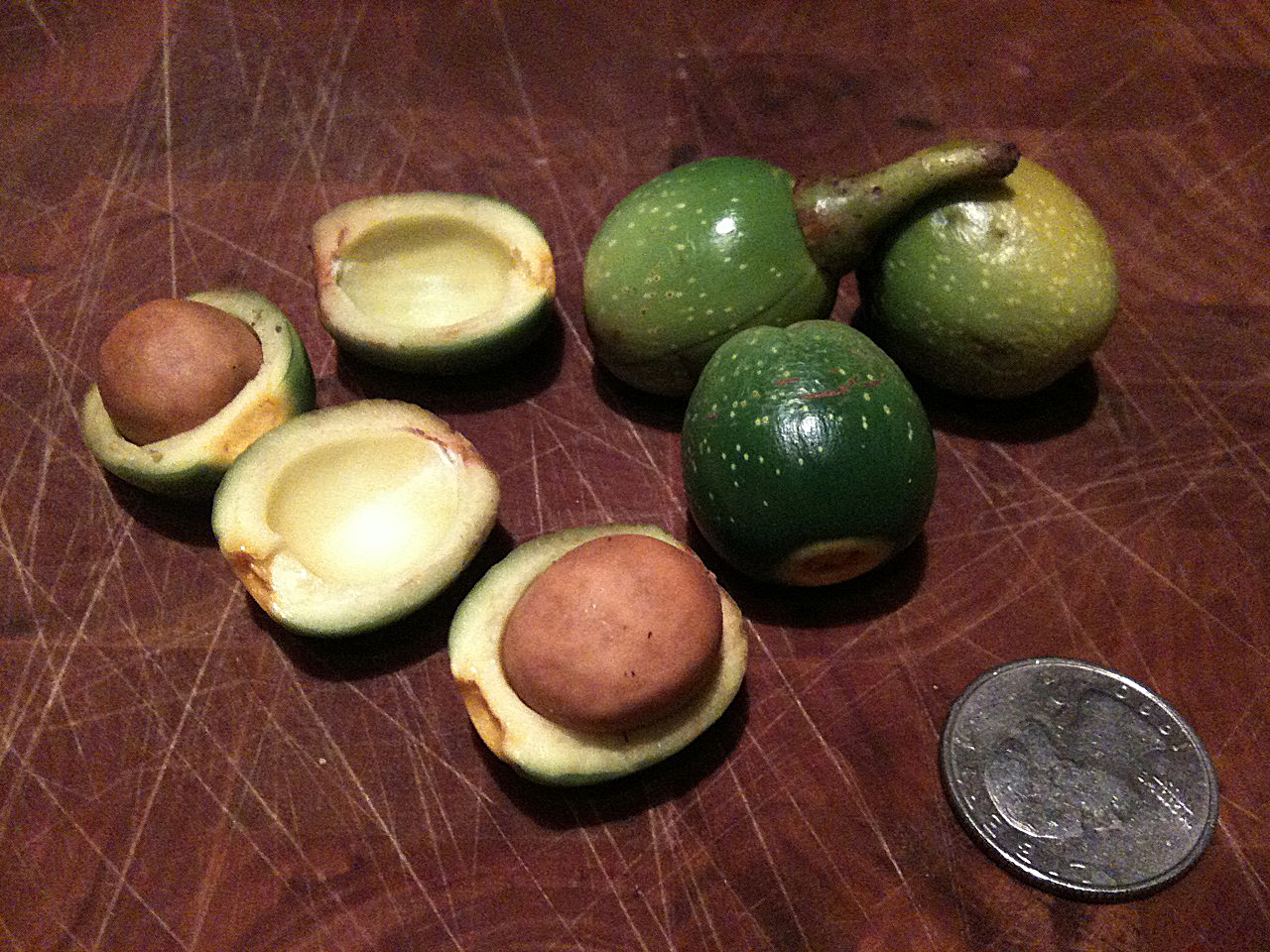
Owoce

## Systematyka
Pozycja systematyczna
Gatunek należy do monotypowego rodzaju Umbellularia (C. G. D. Nees) Nuttall, N. Amer. Sylva 1: 87. Jul-Dec 1842. Jest on jednym z około 50 rodzajów zaliczanych do rodziny wawrzynowatych (Lauraceae), wchodzącej w skład rzędu wawrzynowców (Laurales). W obrębie rodziny uznawany jest za blisko spokrewniony z rodzajem Litsea.